# 吴利军
吴利军（1964年8月—），汉族，山西朔州人，现任中国光大集团党委书记、董事长，兼中国光大银行副董事长。

## 生平
1988年毕业于北京经济学院（现首都经济贸易大学），1993年5月至1995年5月于中国人民大学工商管理学院硕士研究生班学习，1998年9月至2001年7月于中国人民大学攻读经济学博士学位。
1988年起，先后在国家物资部、国内贸易部人事劳动司、办公厅工作。1997年4月，任国内贸易部国家物资储备调节中心副主任。
1997年10月，任中国证券监督管理委员会信息中心负责人。1998年10月，任中国证券监督管理委员会培训中心副主任（主持工作）。2000年11月，任中国证券监督管理委员会人事教育部副主任、党委组织部副部长（主持工作）。2001年4月，任中国证券监督管理委员会人事教育部主任、党委组织部部长。2009年4月，任中国证券监督管理委员会主席助理、党委委员。
2014年9月，接替陈东征担任深圳证券交易所党委书记、理事长（副部长级）。
2019年9月，任光大集团副董事长、总经理。
2023年8月，任光大集团党委书记。